# 안드레 드토스

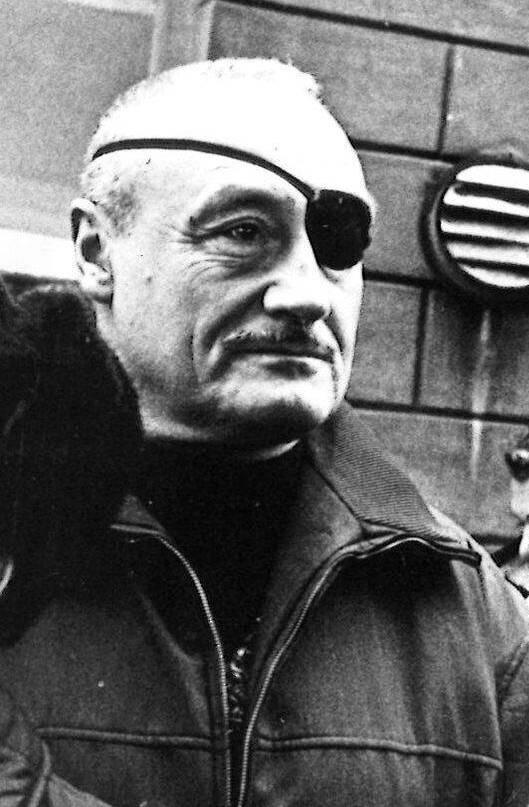

안드레 드토스(Andre DeToth, 1913년 5월 15일 ~ 2002년 10월 27일)는 헝가리아계 미국인 영화 감독으로, 오스트리아-헝가리 머코에서 태어나 자랐다. 3차원 영화 밀랍의 집을 감독했지만 어린 나이에 한쪽 눈을 잃어서 스스로 3D를 볼 수 없었다.

## 참여 작품
- 정글북 (1942년 영화)
- 피트폴 (영화)
- 밀랍의 집
- 아라비아의 로렌스 (영화)
- 슈퍼맨 (영화)